# Halil Özdemir
Halil Özdemir (Antwerpen, 18 augustus 2005) is een Turks-Belgisch voetballer die onder contract ligt bij KV Mechelen.

## Clubcarrière
Özdemir ruilde in 2020 de jeugdopleiding van Beerschot VA voor die van KV Mechelen. In het seizoen 2022/23 maakte hij zijn opwachting in het nationale voetbal met Jong KV Mechelen, het beloftenelftal van de club in de Tweede afdeling, al bleef het dat seizoen bij drie competitiewedstrijden. In de seizoenen daarop scoorde hij respectievelijk zes en tien competitiedoelpunten in de Tweede afdeling.
In juli 2025 ondertekende Özdemir een tweejarig profcontract bij KV Mechelen, met optie op een derde seizoen. De negentienjarige aanvaller stroomde die zomer ook door naar de A-kern van de club. Op 26 juli 2025 volgde zijn profdebuut: op de openingsspeeldag van de Jupiler Pro League liet trainer Frederik Vanderbiest hem tegen Zulte Waregem (1-1-gelijkspel) in de 61e minuut invallen voor Lion Lauberbach.

## Clubstatistieken
| Seizoen         | Club             | Land            | Competitie           | Competitie | Competitie | Beker | Beker | Supercup | Supercup | Europees | Europees | Totaal | Totaal |
| Seizoen         | Club             | Land            | Competitie           | Wed.       | Dlp.       | Wed.  | Dlp.  | Wed.     | Dlp.     | Wed.     | Dlp.     | Wed.   | Dlp.   |
| --------------- | ---------------- | --------------- | -------------------- | ---------- | ---------- | ----- | ----- | -------- | -------- | -------- | -------- | ------ | ------ |
| 2022/23         | Jong KV Mechelen | Vlag van België | Tweede afdeling VV B | 3          | 0          | —     | —     | —        | —        | —        | —        | 3      | 0      |
| 2023/24         | Jong KV Mechelen | Vlag van België | Tweede afdeling VV B | 25         | 6          | —     | —     | —        | —        | —        | —        | 25     | 6      |
| 2024/25         | Jong KV Mechelen | Vlag van België | Tweede afdeling VV B | 29         | 10         | —     | —     | —        | —        | —        | —        | 29     | 10     |
| 2025/26         | KV Mechelen      | Vlag van België | Eerste klasse A      | 4          | 0          | 0     | 0     | —        | —        | —        | —        | 4      | 0      |
| Carrière totaal | Carrière totaal  | Carrière totaal | Carrière totaal      | 61         | 16         | 0     | 0     | 0        | 0        | 0        | 0        | 61     | 16     |

Bijgewerkt op 16 augustus 2025.

## Interlandcarrière
Özdemir debuteerde in 2022 als Turks jeugdinternational. In 2022 nam hij met Turkije –17 deel aan het EK onder 17 in Israël. Na een basisplaats tegen Spanje op de eerste speeldag kreeg hij drie dagen later een korte invalbeurt tegen Servië, om vervolgens opnieuw een basisplaats te krijgen tegen zijn geboorteland België. Twee jaar later nam Özdemir met Turkije –19 ook deel aan het EK onder 19 in Noord-Ierland. Op dit toernooi was hij invaller in alle drie de groepswedstrijden en keek hij vanop de bank toe hoe Turkije in de play-offwedstrijd voor deelname aan het WK onder 20 tegen Noorwegen na strafschoppen onderuit ging.